# Эффективный рынок
Эффективный рынок - институциональная структура, в рамках которой обменивающиеся стороны получают выгоду от торговли в мире с нулевыми трансакционными издержками. Но поскольку заключение сделок влечет за собой издержки на всех рынках, эффективные рынки (как они определяются в неоклассических моделях) недостижимы. Поэтому эффективность рынка, как и всех экономических институтов, определяется минимизацией трансакционных издержек, которые несут субъекты в условиях взаимодействия в рамках этого института.